# دندوري
دوندوري أو ندوندوري هي منطقة في مقاطعة نيانداروا في كينيا. يسكن المقاطعة الناطقون بالكيكويو وهم جزء من البانتو الشرقي في كينيا.
خلال استعمار كينيا من قبل البريطانيين، كان يُنظر إلى جزء كبير من المقاطعة على أنه جزء من "المرتفعات البيضاء"، للاستخدام الحصري لمجتمع المستوطنين. لذلك، شهدت نشاطًا سياسيًا من المجتمعات المحلية التي شعرت أن لها حقًا أسلافًا في الأرض. بلغ هذا التوتر ذروته في الخمسينيات من القرن الماضي مع تمرد الماو ماو، حيث شهدت المنطقة حالة طوارئ واعتقال العديد من القادة السياسيين البارزين. على الرغم من أن دوندوري تغطي مساحة شاسعة، إلا أن هناك جدلًا حول تسمية المراكز الريفية داخل المنطقة، ومع ذلك، هناك دوندوري جواكيونجو التي تمت إعادة تسميتها إداريًا باسم ميرانجين وهي في مقاطعة نيانداروا أو في المقاطعة المركزية السابقة. ثم هناك مركز دوندوري الذي يقع في مقاطعة ناكورو أو في مقاطعة وادي ريفت السابقة. تمتد منطقة دوندوري من لانيت إلى نيانداروا.
تحتوي غابة دوندوري في ناكورو على شلال يبلغ ارتفاعه 60 قدمًا،وهو من مناطق الجذب السياحي الشهيرة في المنطقة.